# 置閏法
置閏法（ちじゅんほう）とは、太陰太陽暦や太陽暦において閏月や閏日を暦に入れる方法のこと。

## 解説
人間が日々の生活を営むには、寒暖をはじめとする気候の変化する時期を知ることが重要である。たとえば農耕では作物の種を蒔く時、またそれが育って収穫できる時は一年のうちで決まっており、単に日にちを数えるだけではなく、同じ時期が一年のうちでいつ巡ってくるかを知らなければならない。それを知るための方法は、暦を作り使うことによってなされる。
紀元前から世界の各地で用いられた暦の多くは、月の満ち欠けでもって日を数える「太陰暦」であった。しかし「太陰暦」の一年は、地球が太陽を一周する日数（太陽暦の一年）よりも約11日短い。季節が暑くなったり寒くなったりする時期は、地球が太陽を一周する間で決まっているので、そのまま「太陰暦」を使えば実際の季節から大きくずれてゆく。そこでこの「太陰暦」を二、三年に一度、一年12ヶ月ではなく13ヶ月にすることにより、暦を引き延ばし実際の季節に合わせる。この12ヶ月にひと月足された「月」を「閏月」と言い、閏月のある「太陰暦」を太陰太陽暦と称す。
いっぽう太陽暦も紀元前から使われており、太陽暦の一年は通常365日とされている。しかし太陽暦も実際の日数は365日に約四分の一日の余りがあり、365日のままで使えばその約四分の一日分の余りが積み重なり、暦が実際の季節からずれてゆくことになる。そこで約四年に一度、365日に1日足して366日とすることにより、このずれを正す。この太陽暦において1日分足された「日」を「閏日」という。
これら閏月や閏日を暦に置く方法が、「置閏法」と呼ばれる。閏月や閏日をどのようにして暦に置くべきかは、古来より改暦によってその方法が修正されており、それらの詳細については他項に譲る。